# Gibson Technology

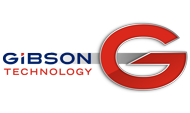
Logótipo Gibson Technology

A Gibson Technology é uma empresa automotiva e de automobilismo com sede em Repton, Derbyshire, Inglaterra. Foi fundada por Bill Gibson como Zytek Engineering em 1981.

## Histórico de propriedade
Em 1981, Gibson fundou o Grupo Zytech com duas divisões principais: Zytek Automotive, com sede em Fradley, Staffordshire ; e Zytek Engineering, com sede em Repton, Derbyshire.

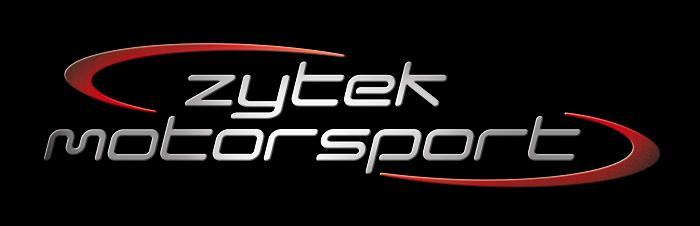
Logotipo Zytek Motorsport

Em 2000, a Motorola adquiriu 19% da Zytek Automotive e em 2006 passou para a Continental AG, uma empresa de engenharia alemã, que comprou todas as divisões automotivas da Motorola e, posteriormente, começou a aumentar sua participação acionária na Zytek Automotive para 50%. Desde 2014, a Zytek Automotive faz parte da Continental AG depois de adquirir todo o negócio.
A Zytek Engineering, a outra parte do Zytek Group, permaneceu sob a liderança da Gibson e foi renomeada como Gibson Technology em 1º de outubro de 2014.

## História do automobilismo
Zytek Motorsport é o nome da marca usada para a gama de produtos e aplicações de automobilismo do Grupo Zytek.
Em 1987, a Zytek comprou a equipe britânica Alan Smith Racing para expandir seu envolvimento com o automobilismo. A equipe inicialmente apoiou a equipe Jordan Grand Prix na Fórmula 3000 antes que a equipe finalmente decidisse se concentrar no desenvolvimento do motor.
A Zytek voltaria a comandar uma equipe de automobilismo em 2004, quando a empresa entrou na Le Mans Endurance Series com seu primeiro carro esportivo, o Zytek 04S, que conseguiu terminar em segundo lugar no campeonato por equipes em 2005 devido a duas vitórias gerais. A Zytek Engineering continua a fazer campanha na Le Mans Series, bem como na American Le Mans Series e nas 24 Horas de Le Mans.

### Década de 2000
Em 2002, a Zytek comprou alguns dos restos da extinta Reynard Motorsport da International Racing Management (IRM). Esses ativos incluíam os direitos do Reynard 02S Le Mans Prototype, do qual apenas um havia sido concluído desde o fim da empresa. A Zytek já fornecia um motor para o chassi existente e, portanto, construía outras cópias sob o nome de Zytek 04S, oferecendo o chassi e o motor como um pacote completo.
Devido a mudanças nos regulamentos do protótipo em 2006, a Zytek atualizou um de seus chassis 04S existentes enquanto construía um terceiro carro totalmente novo, chamado 06S. Outras mudanças no regulamento em 2007 exigiram que a equipe construísse um carro totalmente novo, o Zytek-07s, que fez campanha nas classes LMP1 e LMP2 da Le Mans Series.
O GZ09S da Zytek provou ser um sucesso imediato em 2009, conquistando o LMP2 Le Mans Series Team Championship com Quifel-ASM e o Driver's Championship com Miguel Amaral e Olivier Pla.
Em 2009, a Zytek Engineering tornou-se o primeiro fabricante a marcar um pódio com um LMP híbrido. O carro, dirigido pela Corsa Motorsports, terminou no pódio em sua estreia em Lime Rock. O Zytek Q10 Hybrid é um sistema híbrido paralelo não invasivo, composto por um motor-gerador, bateria e inversor. Sua finalidade é recuperar a energia normalmente desperdiçada durante a desaceleração e, posteriormente, utilizar essa energia para auxiliar o motor de combustão interna durante a aceleração.

### 2010 como Zyktek
O Z11SN também venceu a categoria LMP2 das 24 Horas de Le Mans em 2011 e 2014, e o Le Mans Series em 2011, nas mãos da Greaves Motorsport (2011) e Team Jota (2014).

### 2010 como Gibson

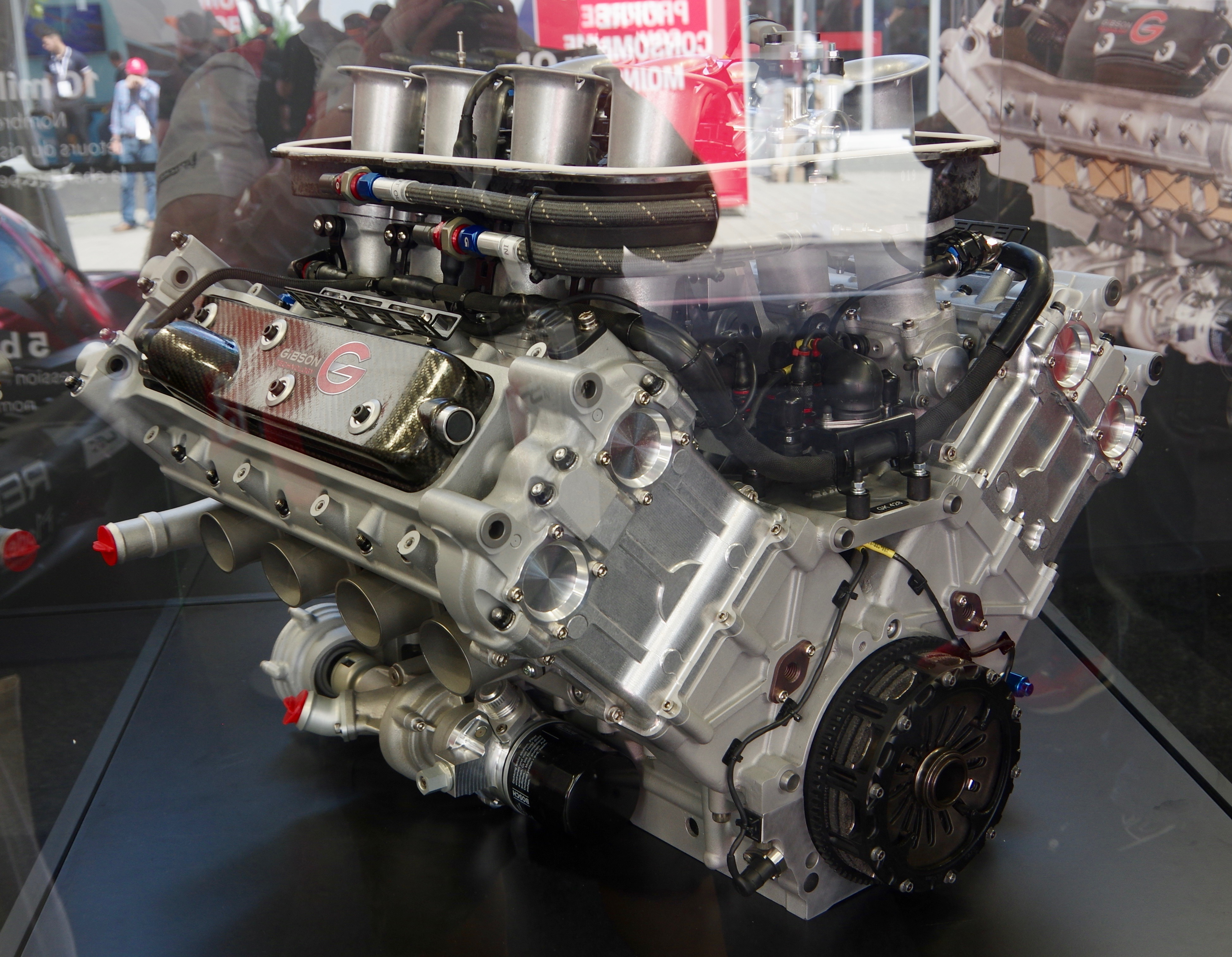
Tecnologia Gibson GL458

Em 2017, a empresa renomeada tornou-se fornecedora de um motor V8 naturalmente aspirado de 4,2 litros, produzindo aproximadamente 600 unidades. hp, para a Classe LMP2 para a European Le Mans Series, FIA World Endurance Championship e WeatherTech SportsCar Championship. Dois dos muitos carros LMP2 movidos por motores Gibson terminaram no pódio geral, e um liderou a corrida geral por algum tempo até que um Porsche de fábrica em recuperação recuperou a liderança.
Em 2018, o novo motor LMP1 da Gibson, o GL458 naturalmente aspirado de 4,5 litros, foi instalado no par de Rebellion R13s e DragonSpeeds BR Engineering BR1 da Rebellion Racing. O motor levou os R13s da Rebellion a uma finalização de 3-4 (1-2 entre as equipes privadas) em Le Mans, atrás do Toyota TS050 Hybrids. Em fevereiro de 2019 , a ByKolles Racing anunciou que mudaria para o Gibson GL458, abandonando o Nissan Nismo VRX30A 3.0 V6 twin-turbo, para seu CLM P1/01.

## Zytek Automotive

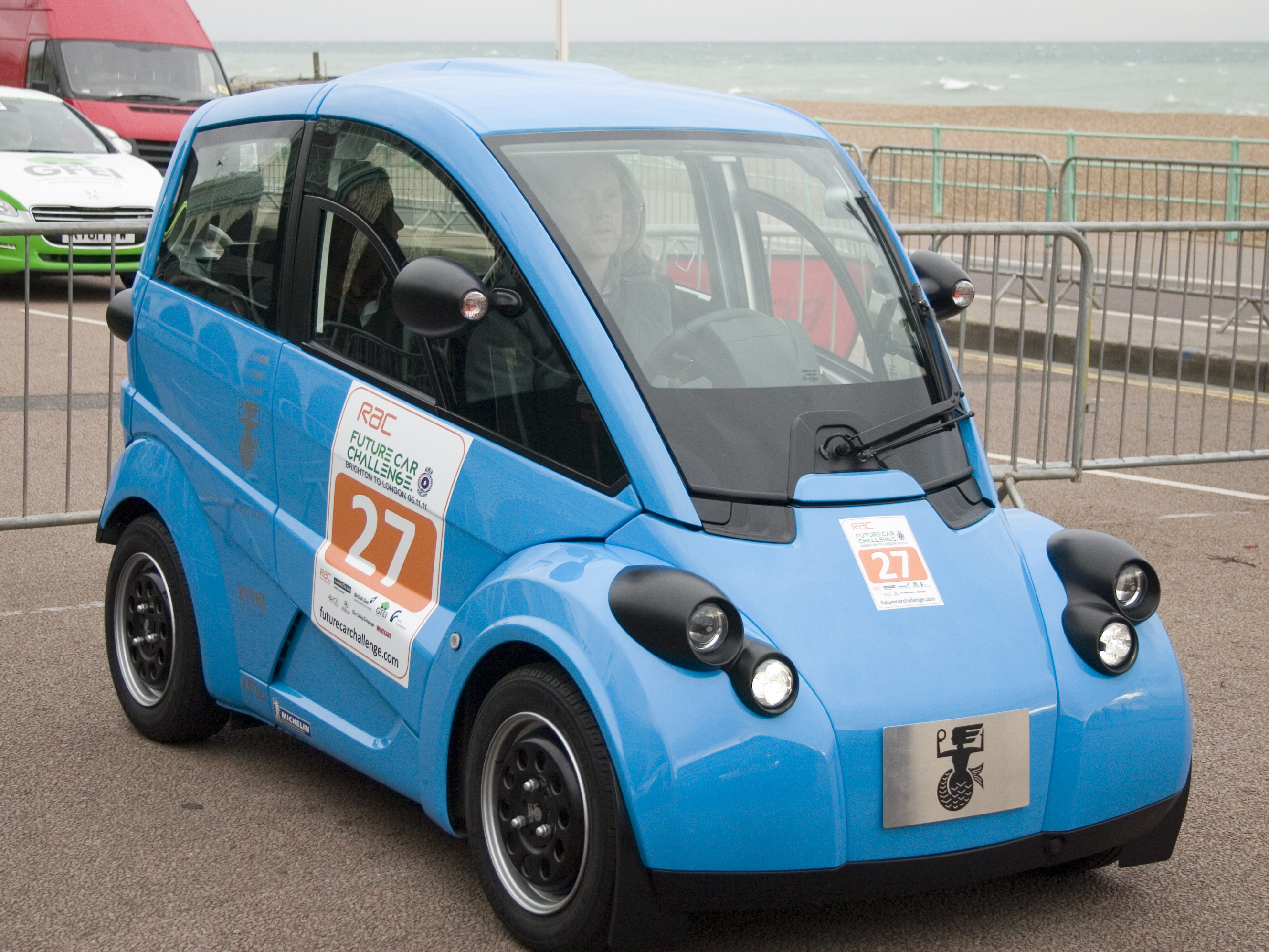
Projeto Gordon Murray T.27

A Zytek Automotive é uma empresa especializada em powertrain e engenharia de veículos, que faz parte da Continental AG, uma empresa de engenharia alemã, desde 2014. Ela projeta, desenvolve e integra motores elétricos em uma variedade de carros e veículos comerciais.
Gordon Murray Design e Zytek Automotive desenvolveram um carro urbano totalmente elétrico de três lugares, o T.27, possível graças a um investimento de £4.5 million ( US$7.2 million em junho de 2010) do Conselho de Estratégia de Tecnologia apoiado pelo governo.